# آفة (كائن حي)

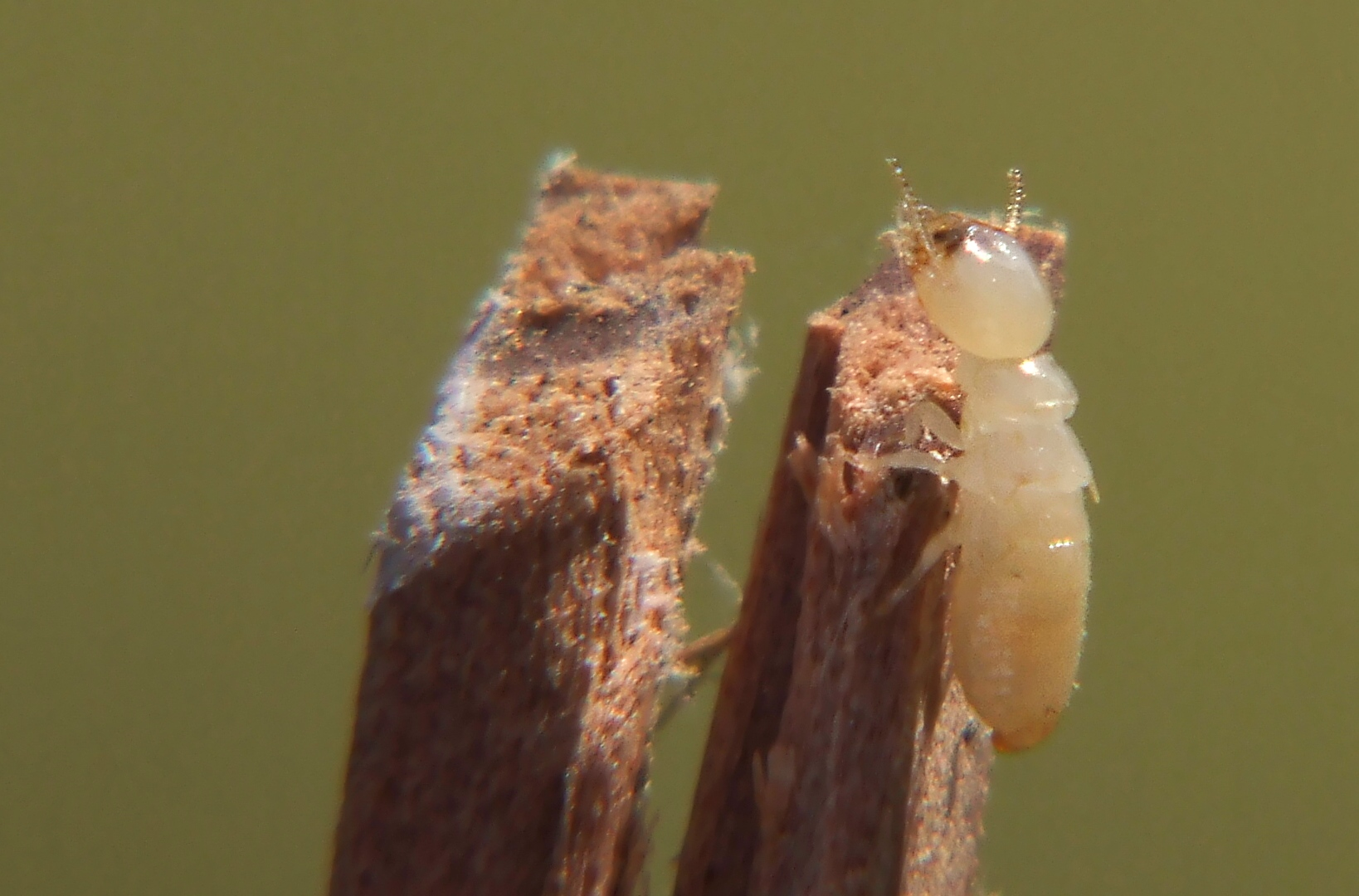

الآفة هي كائن حي يسبب الأذى لكائن حي آخر مهم بالنسبة للإنسان، وقد يكون الكائن الثاني الإنسان نفسه، أو النباتات والمحاصيل التي يزرعها أو الحيوانات التي يربيها.
قد تسبب الآفة مرضاً أو ضررًا ميكانيكيًا أو خللاً فيزيولوجيا أو نقصًا إنتاجيًا نتيجة تغذيها على الكائن المعيل.
تشمل هذه الأمثلة تلك الكائنات التي تنقل الأمراض التي تصيب الإنسان، مثل الجرذان والبراغيث التي تحمل مرض الطاعون، والبعوض ناقل الملاريا، والقراد التي تحمل داء لايم.
تسبب الآفات ضرراً للزراعة من خلال التطفل على المحاصيل أو الماشية، مثل عثة ثمار التفاح على التفاح، أو سوسة اللوز على القطن. يمكن أيضا للآفة أن تكون حيوانًا إذا سبب ضرراً لأحد الأنظمة البيئية البرية أو حمل الجراثيم داخل الموائل البشرية. قد تكون الآفات مصطلحاً يستخدم للإشارة على وجه التحديد إلى الحيوانات الضارة وهو أيضا كثيراً ما يؤخذ على أنه يعني جميع الكائنات الحية الضارة بما في ذلك الأعشاب والنباتات والفطريات المسببة للأمراض والفيروسات.

## مبيدات الآفات
مبيدات الآفات هي مواد كيميائية أو غيرها من العوامل (مثل الكائنات الحية الدقيقة المفيدة) تستخدم لمكافحة الآفات أو لحماية الكائنات الحية الأخرى من الآفات.
من الممكن للحيوان أن يكون آفة في وضع معين وأن يكون مفيدًا ومستأنسًا في وضع أو مكان آخر. على سبيل المثال، أدخل الأوروبيون الأرانب إلى أستراليا مما تسبب في أضرار بيئية خارج النطاق التي ألحقتها في بيئتها الطبيعية. تعتبر العديد من الأعشاب الضارة (الآفات النباتية) مفيدة في ظل ظروف معينة. على سبيل المثال نبات زهرة الأفعى لسان الحملية يعتبر غذاءً مهماً للنحل وزهرة برية جميلة، ولكن بالمقابل فهو يمكن أن يسمم الماشية.

## الآفات الزراعية
تشمل الآفات الزراعية بكتيريا وفطريات ونباتات وحيوانات وحشرات وفيروسات.